# Поток (космический аппарат)
КА «Поток» (индекс ГУКОС — 11Ф663, кодовое название «Гейзер») — военные спутники-ретрансляторы (СР), созданные для обеспечения оперативной ретрансляции больших объёмов цифровой информации с КА оптико-электронной разведки сверхдетального наблюдения Янтарь-4КС1 «Терилен», Янтарь-4КС1М «Неман» и позже «Целина-2» на наземный пункт приёма в реальном масштабе времени. Позже, система «Поток» получила гражданское название «Сокол». КА «Поток» предназначен для вывода напрямую на целевую орбиту с помощью РН «Протон-К» — «Блок ДМ».

## История
Разработка КА «Поток» проводилась в соответствии с принятым Советом Министров СССР 9-м пятилетним планом на 1971—1975 гг. Этот план предполагал развертывание Глобальной космической командно-ретрансляционной системы (ГККРС) на базе космических СР «Поток» и «Луч».
Запуск первого спутника состоялся 18 мая 1982 г. Вслед за ним 28 декабря 1982 г. стартовал первый КА «Янтарь-4КС1». Комплекс, использующий ретрансляторы системы «Сплав», был принят в эксплуатацию 21 января 1986 г. Вслед за комплексом «Янтарь-4КС1» — «Поток» с 1984 г. начались испытания комплекса «Целина-2» — «Поток», в ходе которых проверялся канал передачи через СР на земную станцию с помощью системы «Синтез». Он был принят в эксплуатацию 1 февраля 1991 г.
За все время работы системы «Поток», загруженность КА была довольно низкой (около 30 %) и поэтому с 1991 г. периодически часть ресурсов КА «Поток» сдавалась в аренду.
Всего за период 1982—2000 гг. было выведено на орбиту десять КА «Поток».

## Платформа
Для создания СР «Поток» НПО ПМ в 1979 специально разработало новую космическую платформу КАУР-4. Впервые на ней имелся бортовой комплекс управления на базе БЦВМ и плазменные двигатели коррекции СПД-70 (контроль отклонения от заданного положения на ГСО в пределах 0,2° по долготе). Коррекция по широте не поддерживалась (хотя и стала поддерживаться на всех последующих модификациях КАУР-4). Трехосная система ориентации обеспечивала точность пространственного положения аппарата 0,1°. Солнечные батареи СР «Поток» площадью 40 м² имели одностепенные приводы для наведения на солнце.

## Полезная нагрузка
Основной задачей СР «Поток» была передача данных с низкоорбитальных КА оптико-электронной разведки «Янтарь-4КС1» на земную станцию в почти реальном масштабе времени с помощью ретрансляторов «Сплав-2» . Кроме того, «Поток» предназначался для ретрансляции специнформации и с КА радиотехнической разведки «Целина-2» через ретранслятор «Сплав-2».

### Ретранслятор «Сплав-2»
Антенна КА «Поток» разработана НПО «Элас» и представляет собой активную фазированную решетку (АФАР). Антенна обеспечивает 16 приемных и 16 передающих лучей. Диаграмма направленности каждого из них может перенацеливаться в пределах ±8,5°, что делает этот тип антенны очень удачным выбором для сопровождения подвижных объектов, например низкоорбитальных КА.
По аналогии с КА «Купон» (который был изготовлен в НПО имени Лавочкина для системы связи «Банкир» ЦБ РФ, и использовал аналогичную антенну) можно предположить что «Сплав-2» состоит из 16 ретрансляторов Ku-диапазона с шириной полосы 36 МГц каждый (рабочий диапазон 14,20-14,50 ГГц «Земля-борт»; 10,96-11,12 и 11,46-11,70 Ггц «борт-Земля»).

### Ретранслятор «Синтез»
Антенны ретранслятора «Синтез» для связи с наземным фиксированным пунктом используют отражатели размером 2,6-3 м и предназначены для работы в C-диапазоне (4,40-4,68 ГГц «Земля-борт» и 3,95-4,00 ГГц «борт-Земля», согласно регистрации точек POTOK в ITUR). Всего 8 декабря 1981 г. в ITUR было зарегистрировано три точки, позволяющие обеспечить глобальный охват: POTOK-1 — 13,5°з.д., POTOK-2 — 80°в.д. и POTOK-3 — 168°в.д., из которых за всё время эксплуатации СР «Поток» использовались лишь две: 80°в.д. и 13,5°з.д. Точка 168°в.д. ни разу не использовалась.

## Список КА «Поток» (Гейзер, 11Ф663)
| Космос-1366 | Гейзер 11Л | 17.05.1982 | «Протон-К» с Блок ДМ     | 1982-044A | 13177 |
| Космос-1540 | Гейзер 12Л | 02.03.1984 | «Протон-К» с Блок ДМ     | 1984-022A | 14783 |
| Космос-1738 | Гейзер 13Л | 04.04.1986 | «Протон-К» с Блок ДМ     | 1986-027A | 16667 |
| Космос-1888 | Гейзер 15  | 01.10.1987 | «Протон-К» с Блок ДМ2    | 1987-084A | 18384 |
| Космос-1961 | Гейзер 16  | 01.08.1988 | «Протон-К» с Блок ДМ2    | 1988-066A | 19344 |
| Космос-2085 | Гейзер 17  | 18.07.1990 | «Протон-К» с Блок ДМ2    | 1990-061A | 20693 |
| Космос-2172 | Гейзер 18  | 22.11.1991 | «Протон-К» с Блок ДМ2    | 1991-079A | 21789 |
| Космос-2291 | Гейзер 19  | 21.09.1994 | «Протон-К» с Блок ДМ2    | 1994-060A | 23267 |
| Космос-2319 | Гейзер 20  | 30.08.1995 | «Протон-К» с Блок 11C861 | 1995-045A | 23653 |
| Космос-2371 |            | 04.07.2000 | «Протон-К» с Блок 11C861 | 2000-036A | 26394 |

## Будущее системы
Начиная с сентября 2011 года на смену СР «Поток» пришёл новый, более современный КА «Гарпун». Под этот спутник 8 октября 1985 г. в ITUR в тех же орбитальных позициях, что и для ретрансляторов POTOK, были зарегистрированы три ретранслятора FOTON в диапазоне C: 3,40-4,80 ГГц и 5,00-7,075 ГГц. В более дальней перспективе, СР «Гарпун» и СР «Гелиос» («Луч-2») будут заменены на КА «Рассвет-2».